# Купель князя Вишеслава

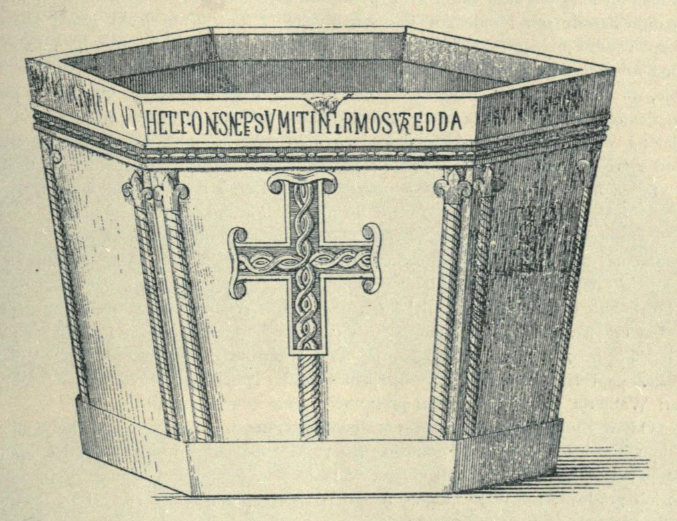
Чертеж купели (1889)

Купель князя Вишеслава – купель крестильная, которая имеет историческое и культурное значение для Хорватии. В надписи на ней впервые упоминается хорватский правитель князь Вишеслав. Первоначальным местоположением купели был баптистерий (часовня св. Иоанна Крестителя) рядом с Нинским собором. Город Нин был первой резиденцией хорватско-далматских князей.
Купель была создана, скорее всего, после основания (примерно 864—867 гг.) Нинской епархии и не позже, чем к концу X века, то есть во времена христианизации хорватов. Это также важное произведение искусства и свидетельствует об использовании хорватского переплетения.

## История
Из рукописного отчета нотариуса Ивана Сорари (1773—1847) из Задара 1793 года, когда остатки нинского баптистерия еще были видны на месте, а с раскопок 1910 года известно, что баптистерий имел поземельный план и один купол. Внутри баптистерия располагалась купель, в которую нужно было спуститься на пять ступенек.
В 1742 году баптистерий, который в то время использовался как место захоронения, был разрушен, а купель была демонтирована, чтобы позволить расширить ризницу собора. В 1853 году купель была найдена в монастыре капуцинов Иль Реденторе в Венеции, а затем выставлялась в музее Коррера. В 1942 году Королевство Италия передало купель своему политическому союзнику того времени, так называемому Независимому государству Хорватии. С этого времени купель долго стояла в атриуме дворца Хорватской академии наук и искусств в Загребе. Сегодня купель находится в хорватском портовом городе Сплит, в Музее археологических памятников Хорватии.

## Форма и размеры
Купель вырезана из цельного куска мрамора и имеет форму шестиугольника. С одной стороны есть неправильное отверстие (теперь закрытое), через которое, вероятно, наливали воду. Внизу в центре есть круглое отверстие для стекания воды. По краям верхнего отверстия имеется несколько дыр, содержащих остатки железа. Возможно, это остатки крепления для крышки или перил, и они, вероятно, не происходят со времен создания купели.
Размеры купели: высота – 88 см, диаметр верхнего отверстия – 136 см, глубина внутри 76 см, а ширина сторон – около 70 см. 

## Орнамент
Каждая из шести сторон, за исключением тыловой, обрамлена слева и справа рельефной колонной с косыми бороздами, как шнур, обмотанный вокруг колонны, с простым основанием и капителем с двумя боковыми волютами. Эти столбы имеют просто профилированный архитрав, на котором украшением является только астрагал.
На передней центральной поверхности – рельефный крест в стиле процессионного креста. Внутренние части креста выполнены хорватским переплетением. Нижний длинный рукав стоит на сужающейся подставке и также украшен косыми бороздами. 

## Другое
Крест на купели, содержащий хорватское переплетение, еще называют «хорватский крест» (хорв. Hrvatski križ). Он считается национальным символом, среди прочего, веры, искусства и истории Хорватии.
Поэтому он используется в Хорватии церковными учреждениями, но также является всеобщим национальным символом. Его можно найти на официальных наградных документах Хорватии, а также можно приобрести крест как кулон на шею или украшение на стену. 